# Puffinus huttoni
Puffinus huttoni е вид птица от семейство Procellariidae. Видът е застрашен от изчезване.

## Разпространение
Видът е разпространен в Австралия и Нова Зеландия.